# Pléiades

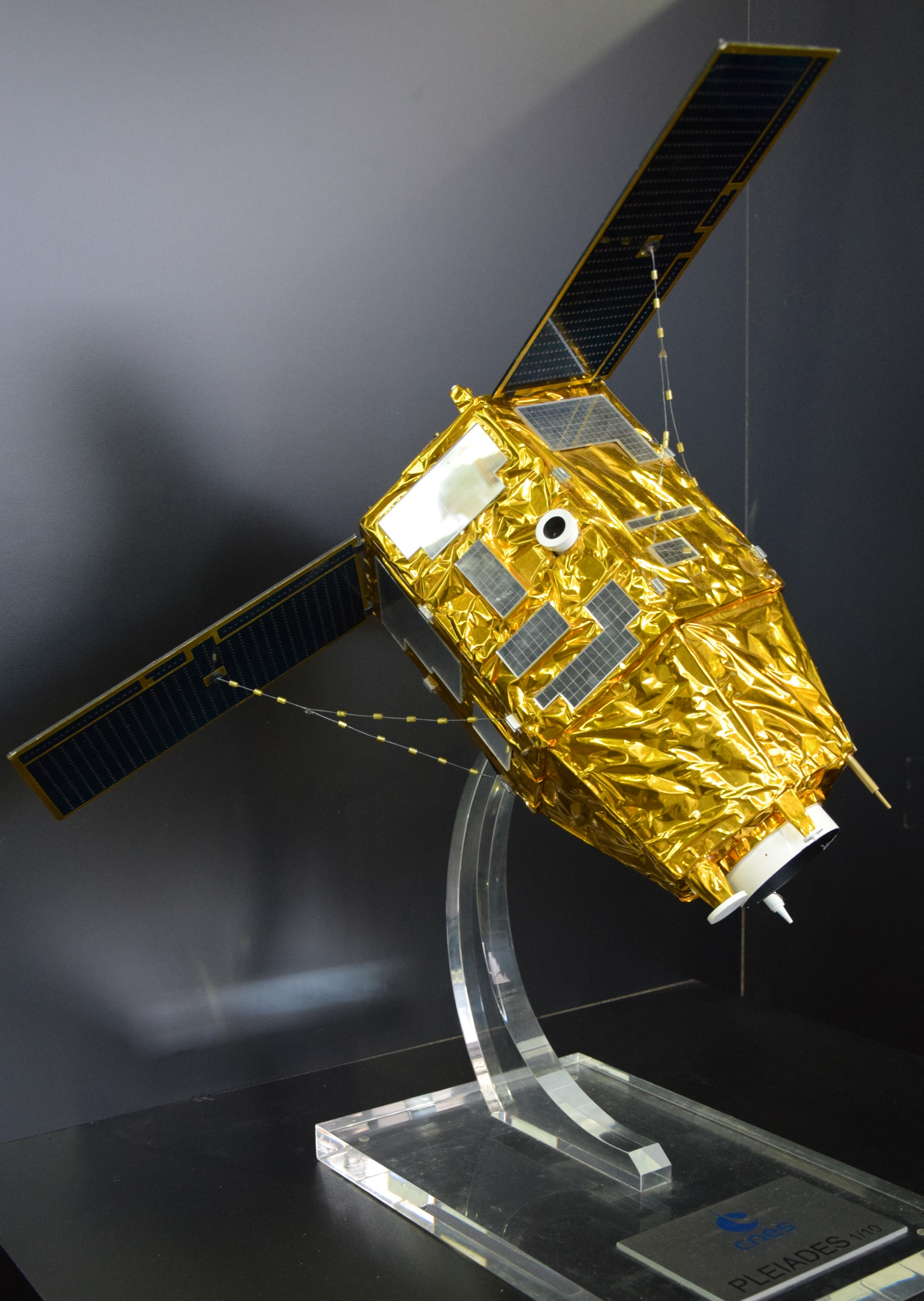
Modell eines Pléiades-Satelliten auf dem Stand der CNES auf der Pariser Luftfahrtschau 2019

Pléiades ist ein Paar von Erdbeobachtungssatelliten aus dem italienisch-französischen Satellitenprogramm Orfeo. Sie sind die optische Komponente des sowohl für den zivilen als auch für den militärischen Einsatz gedachten Orfeo-Systems und kleiner, preisgünstiger und beweglicher als ihre Vorgänger aus der SPOT-Satellitenserie.
Pléiades-1A und Pléiades-1B werden als eine Konstellation im gleichen Orbit mit einem Abstand von 180° betrieben. Die zwei identischen Satelliten liefern sehr hochauflösende optische Datenprodukte in kurzer Zeit und ermöglichen eine tägliche Neuerfassung jedes beliebigen Punktes auf der Erde.
Unter dem Namen Pléiades Neo ist eine Nachfolgekonstellation aus vier Satelliten im Aufbau, wovon zwei im April und im August 2021 gestartet wurden.

## Missionen
Studien für die Satelliten begannen im September 2000, und im Oktober 2003 begann die eigentliche Entwicklung.
Pléiades-1A wurde am 17. Dezember 2011 um 2:03 Uhr (UTC) vom Centre Spatial Guyanais mit einer Sojus-ST-Rakete zusammen mit vier Elisa-Satelliten für das französische Militär und dem chilenischen Satelliten SSOT in eine sonnensynchrone Erdumlaufbahn gebracht. Die Elisa-Satelliten haben eine Masse von jeweils 120 kg und sollen bodengestützte Radarquellen und deren Charakteristik zur militärischen Aufklärung erfassen. Hauptauftragnehmer bei allen Satelliten war EADS Astrium.
Pléiades-1B wurde am 2. Dezember 2012 um 2:02 Uhr (UTC) ebenfalls vom Centre Spatial Guyanais aus mit einer Sojus-ST in dieselbe Umlaufbahn jedoch 180° versetzt gebracht.

## Aufbau und Nutzlast
Der dreiachsenstabilisierte Satellit ist mit einer Kamera mit einem Primärspiegeldurchmesser von 65 cm ausgerüstet, die bei Farb- oder Schwarzweiß-Aufnahmen eine Auflösung von 50 cm und bei multispektralen Fotos eine Auflösung von 2 m erreichen. Die Aufnahmen erfolgen durch fünf Zeilensensoren mit 1500 Pixel Breite für multispektrale und fünf Zeilensensoren mit 6000 Pixel Breite für den panchromatischen Bereich. Die Satelliten und ihre Bahnen wurden so ausgelegt, dass sie zusammen jedes Gebiet der Erde mindestens einmal am Tag aufnehmen können. Er wurde von Thales Alenia Space gebaut und besitzt eine geplante Lebensdauer von fünf Jahren.

## Technische Daten

### Umlaufbahn
Die beiden Satelliten werden als eine Konstellation betrieben und operieren in der gleichen Umlaufbahn mit einem Winkelabstand von  180°, um eine tägliche Erfassungsmöglichkeit für jeden Punkt auf der Erde zu bieten.
- Umlaufbahn: Sonnensynchron, um 180° versetzt
- Mittlere Höhe: 700 km

### Leistungsdaten
- Bilderfassung weltweit in einem 800 km breiten Bodenstreifen mit Submeter-Auflösung
- Along-Track Stereo- und Tri-Stereo-Bilderfassung
- Single-pass Sammlung von Mosaiken (Strip Mapping) in einem Überflug mit einer Fläche von 100 km × 100 km
- Tägliche Erfassungskapazität von mehr als 1 Mio. km²

|                          | Daten |
| ------------------------ | --- |
| Auflösung                | - 70 cm panchromatisch - 270 cm multispektral |
| Spektralbereiche         | - Blau: 430–550 nm - Grün: 490–610 nm - Rot: 600–720 nm - Nahes Infrarot: 750–950 nm - panchromatisch: 480–830 nm                                                                                              |
| Ortsgenauigkeit          | - 1 m mit Kontrollpunkten an der Erdoberfläche - 4,5 m (CE90) |
| Aufnahmeleistung täglich | - 1.000.000 km² - Mosaik eines speziellen Gebietes: 100 × 100 km - Stereobilder eines speziellen Gebietes: 20 × 280 km - hochauflösende Bilder eines speziellen Gebietes: 30 in einem Bereich von 100 × 200 km |
| Schwadbreite             | 20 km |

## Anwendungen der sehr hochaufgelösten Aufnahmen
Der Pléiades-System ist für sehr hochauflösenden (Very High Resolution – VHR) Fernerkundungsanwendungen ausgelegt. Dazu gehören:
- Raumplanung: Erkennung und Identifizierung von Objekten mit einer Größe unter 1 m² (z. B. Fahrzeuge, Infrastruktur, Straßen, Büsche)
- Landwirtschaft: Verwaltung von Landflächen und Ernteerträgen, Ortung von Pflanzenkrankheiten
- Städteplanung und Demografie: Standorte freistehender Häuser
- Verteidigung: bildgestützte Informationen und taktische Planung
- Zivilschutz: Schadensminderung, Unterstützung in Krisensituationen und Auswertungen nach einer Krise (insbesondere bei Erdbeben)
- Gewässerkunde: Untersuchung der Topografie und des Gefälles in Niederschlagsgebieten
- Forstwirtschaft: Erkennung illegaler Abholzung und Verwaltung forstwirtschaftlicher Erträge
- Meeres- und Küstenüberwachung: Schiffsaufklärung und Verschmutzung
- Bauwesen: Planung von Straßen-, Schienen- und Ölleitungskorridoren